# النوبات (فلم)
النوبات (بالإنجليزية: The Fits) هو فيلم درامي أمريكي أنتج في سنة 2015 وهو من إخراج آن روز هولمر ومن بطولة رويالتي هايتووتر. قصة الفيلم تتكلم فتاة سوداء تومبوي تحاول تعلم الرقص وتلقى سخرية من قبل الفتيات الأخريات على مظهرها مما يتسبب لها بنوبات عنف. تم عرض الفيلم في مهرجان البندقية السينمائي في سنة 2015 وحصل على تقييم 98% في موقع الطماطم الفاسدة ونال جوائز عديدة.

## وصلات خارجية
- مقالات تستعمل روابط فنية بلا صلة مع ويكي بيانات
- النوبات على قاعدة بيانات الأفلام على الإنترنت